# Крайнов, Дмитрий Александрович
Дми́трий Алекса́ндрович Крайно́в (30 сентября 1904, дер. Ивашево, Владимирская губерния — 8 ноября 1998, Москва) — советский археолог, крупный исследователь культур неолита и бронзы центра Русской равнины. Доктор исторических наук.

## Биография
Родился в небогатой крестьянской семье в деревне Ивашево Александровского уезда Владимирской губернии (ныне Киржачский район Владимирской области). В семье было 18 детей. В 12 лет поступил в духовное училище Переславль-Залесского, однако события 1917 года изменили ситуацию, и он возвращается домой. Обучаясь в гимназии города Киржача он впервые проявил интерес к археологии.
В 1925 году Крайнов поступает на историко-археологическое отделение этнологического факультета МГУ, увлекается первобытной археологией, становится учеником В. А. Городцова. После окончания МГУ поступает на работу в Государственный исторический музей, где работает до 1941 года. Одновременно занимается многочисленными археологическими исследованиями.
С 1929 по 1930 Дмитрий Александрович был директором филиала этого музея — «Александровская слобода».
С 1931 по 1935 год он работал ученым секретарем ГИМ, старшим научным сотрудником.
При этом, в 1937 году Крайнов, обладающий замечательным голосом и музыкальным слухом, окончил музыкальное училище им. Ипполитова-Иванова по классу оперного певца и выступал в Театре художественной самодеятельности в Москве.
В начале войны вступает в народное ополчение, попадает в плен, неоднократно пытается бежать. После освобождения был осуждён по доносу и попал в лагерь, в 1951 году досрочно освобождён. В 1954 году, благодаря хлопотам друзей, возвращается в науку. После этого начинается тридцатилетний период наибольшей активности его полевых исследований, было опубликовано более 150 научных работ. Внимание исследователя было обращено прежде всего на изучение фатьяновской и волосовской археологических культур.
В 1956 году Дмитрий Александрович был зачислен в штат института ИИМК, где на тот момент был заместителем директора Е. И. Крупнов.
В том же институте он был назначен старшим, затем ведущим научным сотрудником сектора неолита и бронзы ИИМК АН СССР.
Умер 8 ноября 1998 года. Похоронен на Хованском кладбище в Москве.

## Научная деятельность
Дмитрий Александрович проводил раскопки на территории Успенского монастыря в Александрове, открыв остатки дворцовых построек Ивана Грозного.
Он проводил раскопки грунтовых фатьяновских могильников в Ярославской и Московской областях (Вауловский, Верейский, Сущевский).
С 1930 по 1931 год совместно с В. А. Городцовым он продолжает раскопки Тимоновской палеолитической стоянки в Брянской области.
С 1935 года под руководством Дмитрия Александровича ГИМ приступает к планомерному обследованию археологических памятников времени палеолита и неолита на полуострове Крым.
С 1936 по 1940 год продолжались раскопки стоянки Таш-Аир І, которая стала типовым памятником одноимённой культуры и изучения наскальной живописи в навесах балки Таш-Аир. В раскопках принимали участие известные ученые С. Н. Замятнин, П. П. Бабенчиков, М. Д. Воскресенский, Г. В. Ильин.
Им была найдена стоянка, локализированная на северной скальной стенке Бахчисарайской балки, напротив ущелья Марьям-дере на высоте 33-36 м над уровнем реки Чурук-су и в 80 м по склону от русла указанной реки, которая была названа Бахчисарайская стоянка.
В 1957 году продолжилось исследование Бахчисарайской пещерной стоянки.
Дмитрий Александрович защитил кандидатскую диссертацию на тему: «Пещерная стоянка Таш-Аир I».
В 1959 году он организует Верхневолжскую экспедицию и приступает к планомерному археологическому изучению Верхнего Поволжья.

## Основные работы
- Древнейшая история Волго-Окского междуречья. Фатьяновская культура II тысячелетия до н. э. М.: Изд-во АН СССР, 1972.
- Верхневолжская ранненеолитическая культура // Советская археология. 1977. № 3. (в соавторстве с Н. А. Хотинским)
- К вопросу о происхождении волосовской культуры // Советская археология. 1981. № 2.
- Волосовская культура // Археология СССР. Эпоха бронзы лесной полосы СССР. М.: Наука, 1987. С. 10-28.
- Фатьяновская культура // Археология СССР. Эпоха бронзы лесной полосы СССР. М.: Наука, 1987. С. 58-76.